# 三峰川
三峰川（みぶがわ）は、長野県伊那市を流れる川で、天竜川水系の一級河川。天竜川水系における最大の支流である。流路延長は56.8キロメートル、流域面積は481.4平方キロメートル。三峰川水系県立公園の区域内にある。

## 地理
長野県伊那市の南東部に位置する南アルプス仙丈ヶ岳（日本百名山）の南西に源を発し、塩見岳に向かい南流。巫女淵地点で大きく蛇行して塩見岳の北西で反転北流し、以後はフォッサマグナに沿い小瀬戸峡を形成しながら流れ、美和ダム地点を通過すると城下町・高遠に入る。高遠城址付近で藤沢川を合わせると流路を西に変え、河岸段丘・扇状地を形成しながら伊那市東春近（伊那市役所南西約1km地点）で天竜川へ合流する。
流域は急峻な地形のため、古くから「暴れ川」として知られ、昭和36年梅雨前線豪雨などの多くの災害を発生させた。治水のため多数の堰堤や多目的ダムが存在する。

## 利水

### 灌漑
流域の山間地は谷間の地域であり、傾斜地が多い。地形的に近い沢水を導くことが可能な地域もあるが、場所・面積によっては長い水路が必要である。 遠い沢水も井筋（いすじ）と呼ばれる用水路を構築し、引水して開田した。以下に井筋の例を示す。
伊那市長谷
- 鷹岩井筋(溝口）
- 熊堂井筋（市野瀬）
- 市野瀬水路（市野瀬）
- 柏木井筋（市野瀬）
- ぜり畑井筋（市野瀬）
- 外馬倉井筋（市野瀬）
- 伊東沢井筋（杉島）
- 向田井筋（杉島）
- 萩沢井筋（杉島）
- 田本井筋（杉島）
- 郷沢井筋（杉島）
- 浦井筋（浦）
- 宮ノ上井筋（中尾）
- 中野井筋（中尾）
- 東河原井筋（中尾）
- 黒川川井筋（黒河内）
- 平河原井筋（黒河内）
- 寺室河原水路（黒河内）
- 女沢井筋（黒河内）
- 和泉原井筋（黒河内）
- 溝口上河原（溝口）
- 溝口下河原（溝口）
- 中島井筋（溝口）
- 小和道井筋（溝口）
- 老犬沢井筋（非持）
- 非持新井筋（非持）
- 非持山大井筋（非持山）

### 水力発電
水力発電については、3事業者により7か所の水力発電所が稼動しており、最大6万9,710キロワットの電力を発生する。
- 長野県企業局（2か所、35,800 kW） - 春近 (23,600 kW)[3]、美和 (12,200 kW)[4]
- 三峰川電力（4か所、33,440 kW） - 三峰川第一 (22,100 kW)[5]、三峰川第二 (10,600 kW)[6]、三峰川第三 (260 kW)[7]、三峰川第四 (480 kW)[7]
- 中部電力（1か所、470 kW） - 戸台発電所 (470 kW)[8]

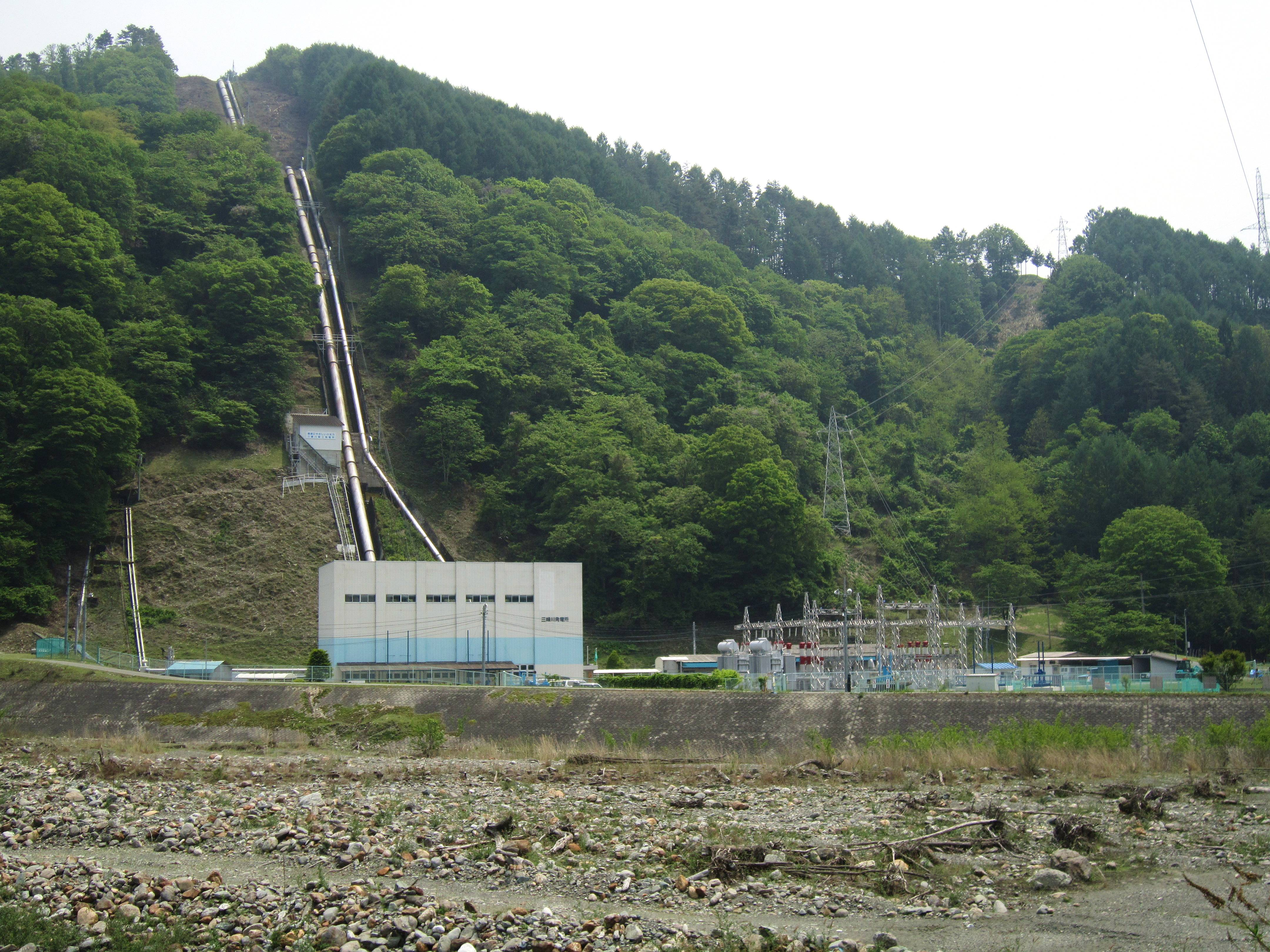
三峰川第一
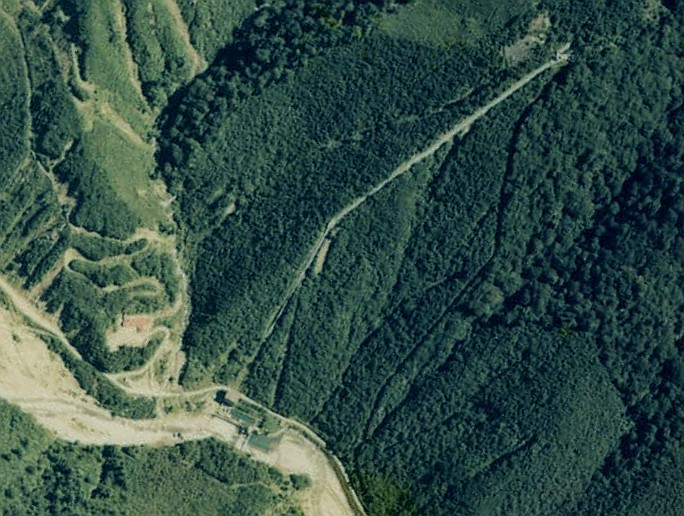
三峰川第二
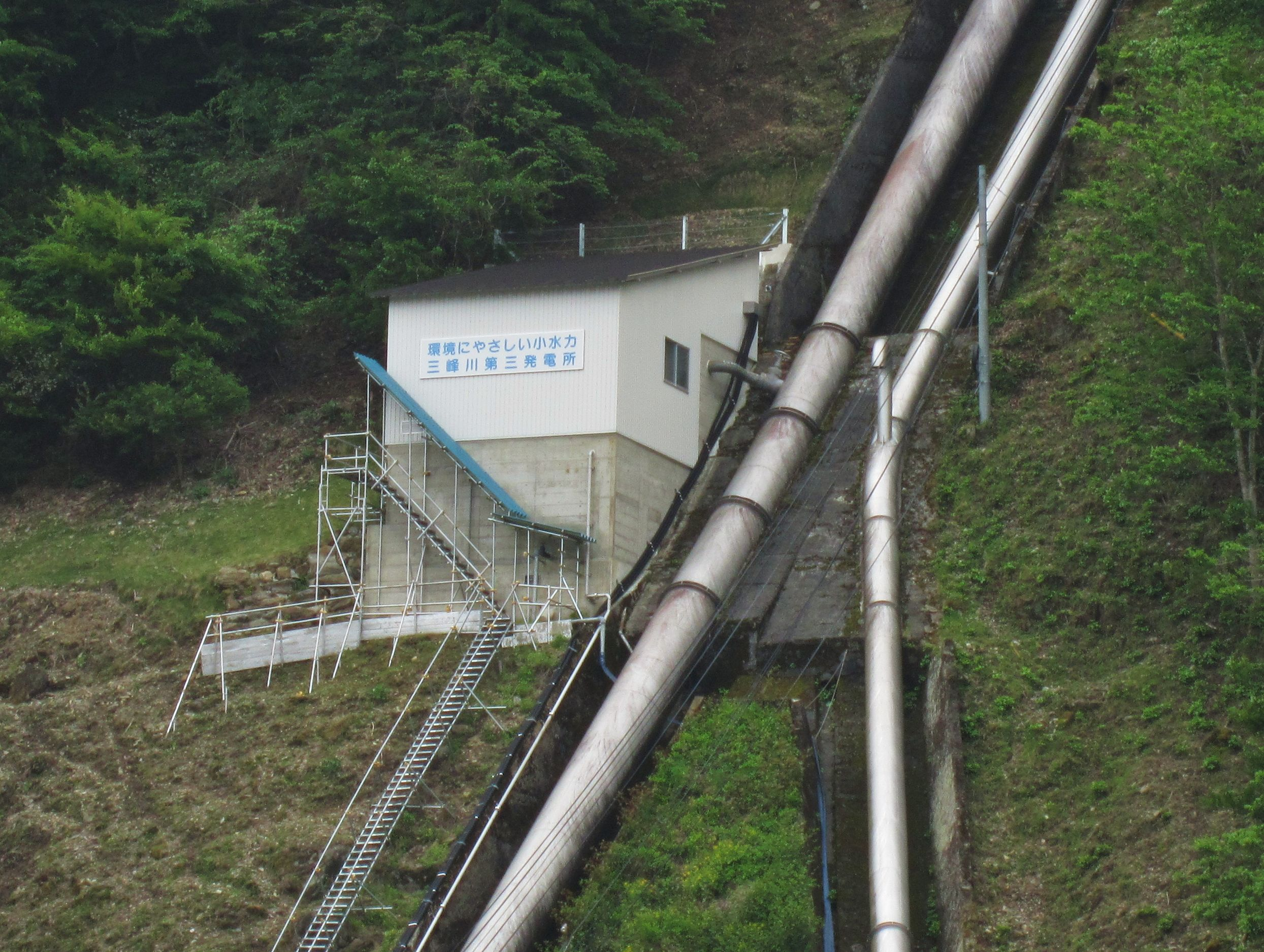
三峰川第三
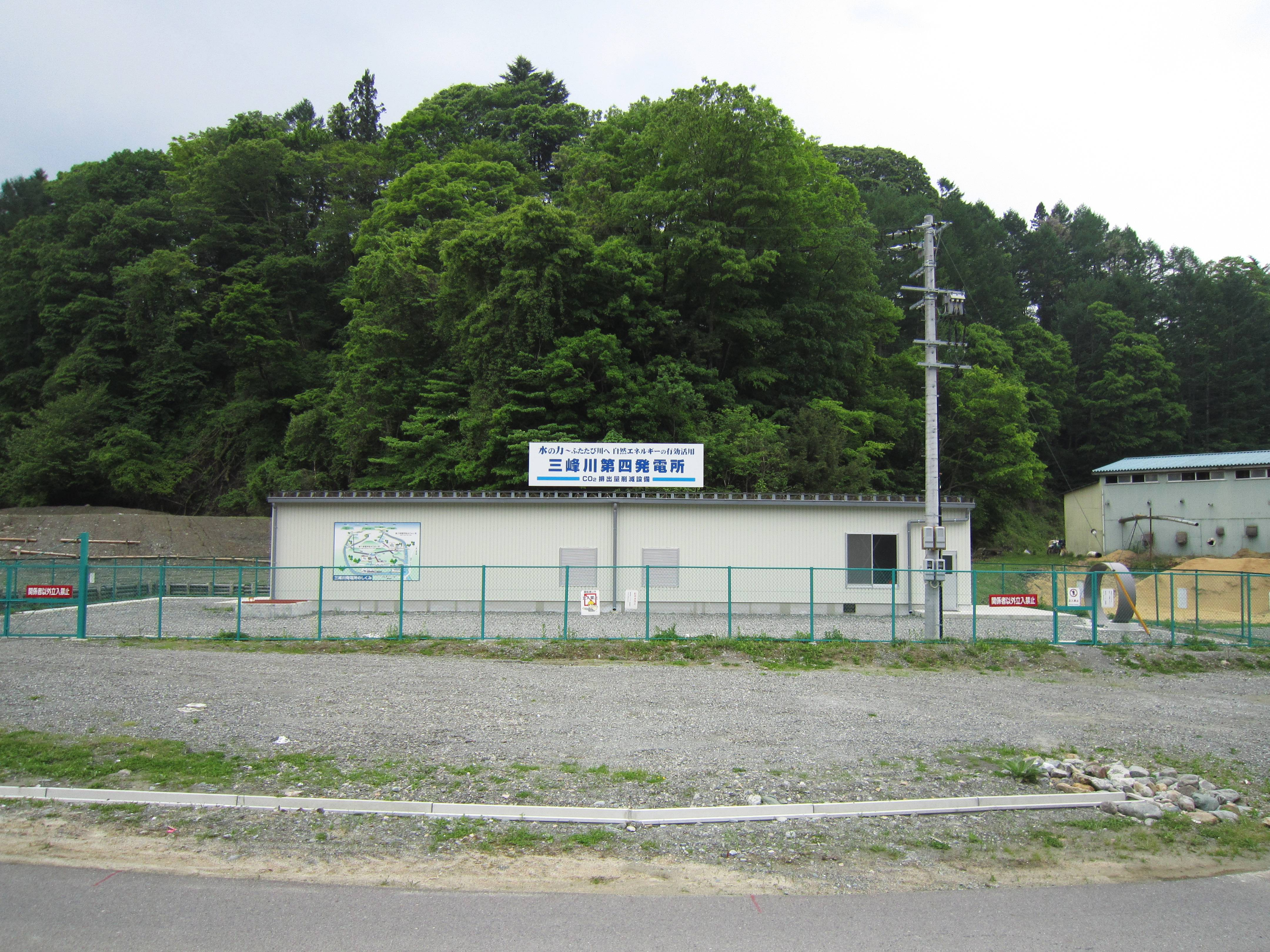
三峰川第四
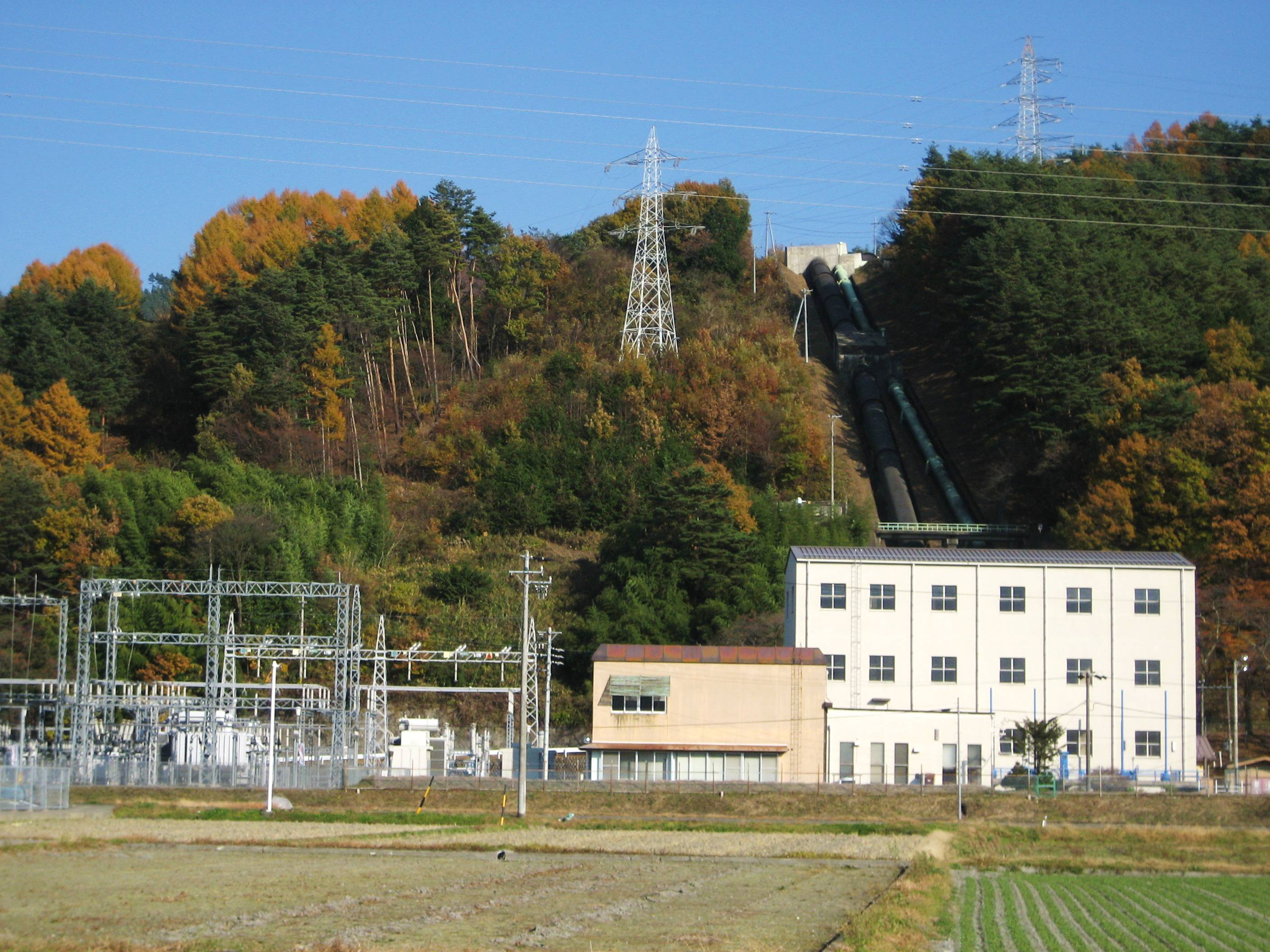
春近
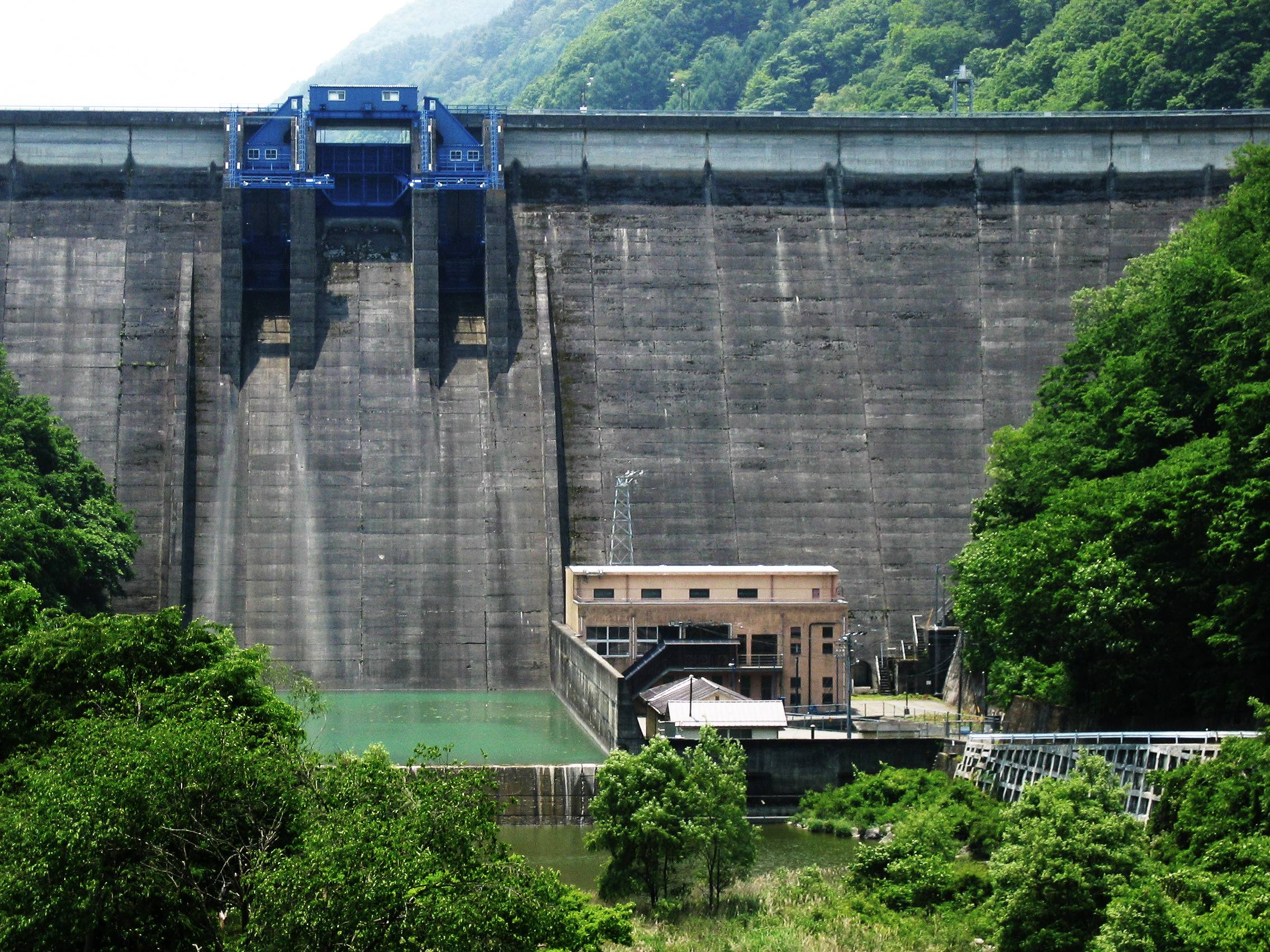
美和
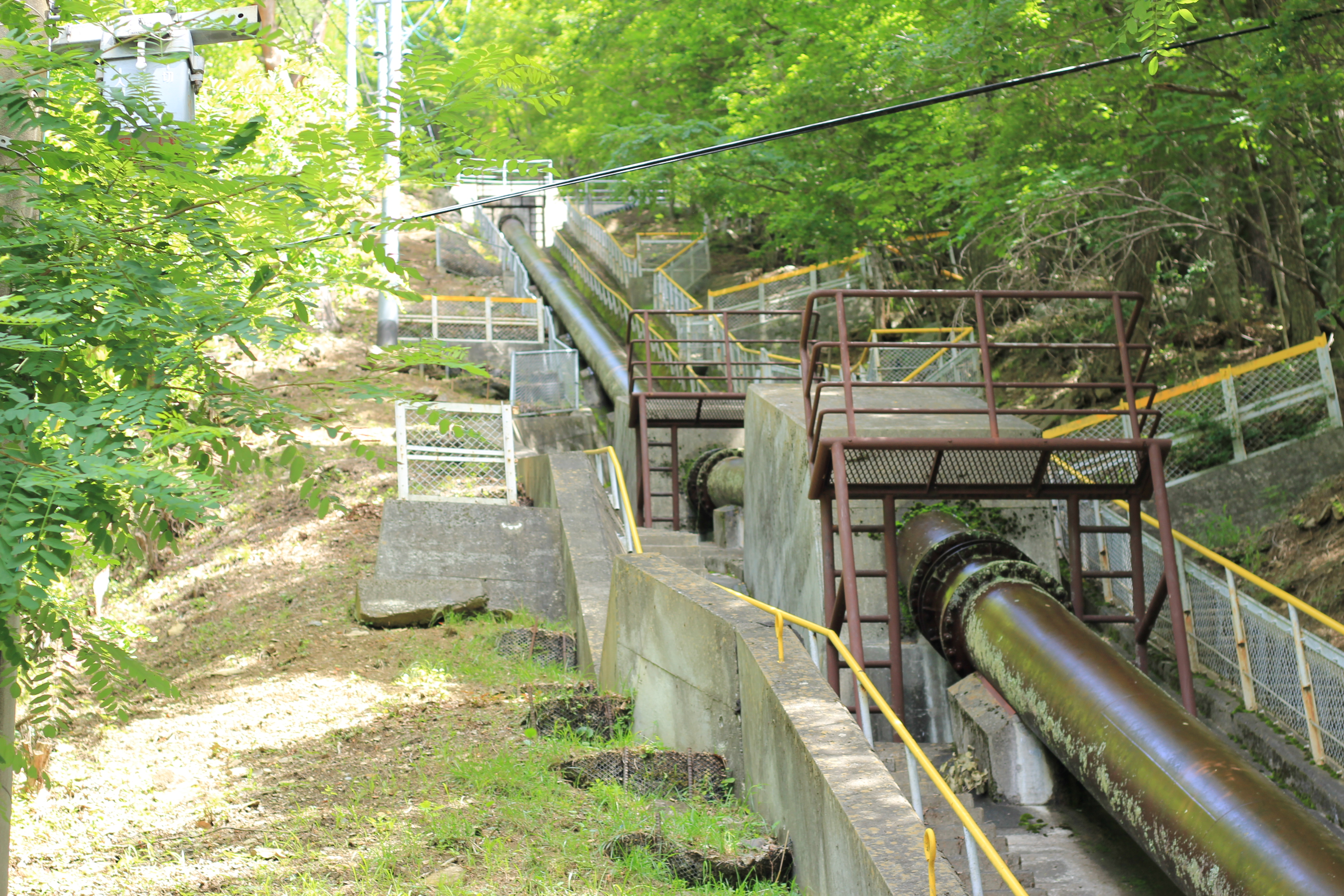
戸台